# Adenostyles platyphylloides
Adenostyles platyphylloides là một loài thực vật có hoa trong họ Cúc. Loài này được (Sommier & Levier) Czerep. mô tả khoa học đầu tiên năm 1981.